# Sulfato de amônio e ferro(II)
Sulfato de amônio e ferro (II) ou sulfato de ferro (II) e amônio, também chamado de sulfato ferroso de amônio ou ainda sal de Mohr, é um composto químico que normalmente apresenta-se na forma hexahidratada, com fórmula Fe (NH4)2(SO4)2.6H2O.
É obtido a partir do sulfato de ferro (II) e do sulfato de amônio.
É muito estável frente ao oxigênio atmosférico e cristaliza na forma hexahidratada em monoclínico. Só existe no estado sólido e se forma por cristalização da mistura dos sulfatos correspondentes devido a que esta é mais insolúvel que os sulfatos separados. É um composto muito útil na preparação de padrões para medidas de ferromagnetismo e também como reagente em análises de solos e água em agricultura.